# Mudança linguística
Chama-se mudança linguística ao processo de modificação e transformação que todas as línguas experimentam em geral - e as unidades linguísticas de cada um dos seus níveis, em particular -, na sua  evolução histórica. 
A mudança linguística se diferencia da variação linguística. Na mudança linguística, as modificações são diacrônicas - e, portanto, são objeto de estudo da linguística histórica. Já as variações linguísticas são sincrônicas e constituem o objeto de análise da sociolinguística, entre outras disciplinas.  